# Gilles-William Goldnadel
Pour les articles homonymes, voir Goldnadel.
Gilles-William Goldnadel, né le 12 janvier 1954 à Rouen, est un avocat franco-israélien, essayiste pro-israélien, militant associatif, chroniqueur sur CNews et Europe1, cadre du CNIP et néo-conservateur.

## Biographie

### Enfance et jeunesse
La famille maternelle de Gilles-William Goldnadel est russe et communiste, sa famille paternelle provient de la gauche polonaise. Ses parents tiennent un magasin de vêtements à Gournay-en-Bray (Seine-Inférieure). Fils unique, ses souvenirs d'enfance sont contrastés : « J’ai eu une jeunesse très aimée mais très grise… J’étais le seul juif, je me prenais régulièrement des trempes de la part des petits cathos. J’en ai vraiment souffert mais en même temps, ça m’a tanné le cuir. » Il effectue son premier voyage en Israël en 1971 : « C’est la désillusion. Je sillonne le pays et je suis déçu par les gens. L'Israélien moyen est moyen ».

### Carrière professionnelle
Gilles-William Goldnadel prête serment le 23 décembre 1978. Il a été avocat dans plusieurs affaires notables, défendant notamment sans succès l'ancien maire de Toulon, Maurice Arreckx, en 1995, l’homme d’affaires franco-israélien Samuel Flatto-Sharon qu'il fait relaxer en 2007 dans l'affaire de la société papetière JOB,, Patrick Buisson condamné en 2012 contre Libération, et contre Marianne qu'il fait condamner pour diffamation,, l'homme d'affaires russo-israélien Arcadi Gaydamak dont il obtient la relaxe en matière de trafic d’armes lors du procès de l’affaire de l'Angolagate,.
En 2002, il défend au nom de la liberté d'expression la journaliste italienne Oriana Fallaci, attaquée par le MRAP, la LICRA et la LDH pour son livre La Rage et l'Orgueil qualifié par les plaignants de « brûlot islamophobe », car elle y écrit que «les musulmans se multiplient comme des rats»
. Le procès est annulé pour vice de procédure, et le livre autorisé à paraître en France. 
En 2015, alors qu'il est adhérent de l'UMP de Nicolas Sarkozy, il défend Florian Philippot, vice-président du Front national contre l'État du Qatar qui poursuit en diffamation après avoir été accusé de corrompre des politiques français.
Il est également l'avocat de Grégory Chelli, plus connu sous le pseudonyme « Ulcan », et de Nadine Morano. Début 2013, il défend Clément Weill-Raynal, chroniqueur de France2 ayant révélé l'affaire du « Mur des cons » dans un reportage diffusé au 20 heures.
Gilles-William Goldnadel passe sa vie entre Paris, Tel-Aviv, où il réside, et Palerme.

### Engagements communautaires, associatifs et politiques
Gilles-William Goldnadel fonde en 1983 l’association "Les juristes juifs pour les droits de l’homme", qu’il rebaptise Avocats sans frontières en 1987,. 
Il préside l’association France-Israël et a la nationalité israélienne depuis 2000. 
En 1995, à la suite de la vague d'attentats islamistes en France, il fonde l'association « Droit à la sécurité » (DALS), ; en tant que président de cette association, il dénonce le « lobby de l’insécurité », qu'il définit comme « un groupe de pression influent et polymorphe, d’autant plus fort qu’il est encore persuadé d’incarner la générosité et l’intelligence françaises ». En 2001, Anne Kling, responsable de Droit à la sécurité en Alsace, est renvoyée en correctionnelle à la suite d'une plainte de la LICRA, pour avoir distribué sous les auspices de l'association un tract liant immigration et insécurité : Gilles-William Goldnadel assure sa défense gratuitement et obtient sa relaxe.
En 2010, il pose "volontiers" sa main "sur le bras" de la journaliste de Libération qui l'interviewe et lui dit que "beaucoup de gens" de sa communauté "voudraient" qu'il se présente au poste de président du Conseil représentatif des institutions juives de France (CRIF), dont il a été élu la même année membre du comité directeur. Cette élection est interprétée par des personnalités juives de gauche comme le signe d'un « virage à droite » de l'organisation. Quelques années après, il estime que c'était une erreur et déclare avoir pris ses distances avec « la chose juive », n'ayant « jamais été communautaire. J'ai voulu stupidement tester ma popularité ». Gilles-William Goldnadel demeure néanmoins un « militant zélé de l'Etat juif ».
Après avoir été adhérent UMP, il devient en 2018 secrétaire national à la Justice du CNIP.

## Collaborations dans les médias
Chroniqueur dans le magazine d'extrême-droite Valeurs actuelles, il tient depuis 2011 une chronique hebdomadaire (« La semaine Goldnadel »), sur le site d'informations Atlantico. Il est aussi intervenant dans l'émission de radio Les Grandes Gueules sur RMC et rejoint en septembre 2017 l'équipe des chroniqueurs de l'émission Les Terriens du dimanche ! de Thierry Ardisson. Il est chroniqueur régulier dans l'émission "L'heure des pros" sur CNews.

## Prises de position

### Défense de la politique d’Israël
Gilles-William Goldnadel se présente comme un « Juif de combat » et se définit comme « sécuritaire », « réactionnaire » et partisan d'une « révolution conservatrice », se réclamant de la « droite sauciflard ». Dans le cadre de sa défense de la politique d’Israël, il s'oppose notamment à d'autres intellectuels juifs. 
Il est l’invité personnel de Nicolas Sarkozy lors du voyage du président français en Israël le 21 juin 2008, dont il se félicite : « l'exercice présidentiel ayant davantage relevé de l'équilibre que de l'équilibrisme. Preuve est ainsi faite que l'on peut tenir aux Israéliens le discours que l'on souhaite, dès lors où l'on renonce, au rebours de l'ancienne politique, à la pratique de l'humiliation systématique ».
L'historien Jérôme Bourdon le décrit comme un « militant pro-israélien radical ». Michel Tubiana, président d’honneur de la Ligue des droits de l’homme, le décrit comme quelqu'un de « fanatiquement, obsessionnellement, pro-israélien ». Les auteurs du livre OPA sur les Juifs de France (2006) l'accusent quant à eux de « [flirter] parfois avec la nouvelle droite, version relookée de l'extrême-droite », mais le spécialiste de ces courants politiques, Jean-Yves Camus, le rattache plutôt « au courant néo-conservateur juif qui [a pris] son essor dans les années 2000 ».

### Prise de positions sur la France

#### Quartiers populaires
En 2010, Gilles-William Goldnadel déclare que le véritable danger antisémite ne vient plus, en France, du Front national mais des jeunes musulmans de banlieue et de leurs « complices », « les altermondialistes en keffieh ». Le MRAP l'accuse de haïr les quartiers populaires et de se rapprocher idéologiquement de la thèse du « grand remplacement » de l'écrivain Renaud Camus.

#### Rassemblement national et Génération identitaire
S'il donne acte à Marine Le Pen de ne pas se livrer aux mêmes provocations que son père sur le sujet de la Shoah, il juge néanmoins que le Front national compte toujours en son sein « des gens peu recommandables » et qu'un Juif qui voterait Front national se fourvoierait.
Début mars 2021, sur le réseau social Twitter, il proteste contre la dissolution du groupe d’extrême droite Génération identitaire, dont il est l'avocat,.

### Guerre en Serbie
En 1999, il signe pour s'opposer à la guerre en Serbie la pétition « Les Européens veulent la paix », initiée par le collectif d'extrême droite Non à la guerre.

### Changement climatique
Il défend des positions climatodénialistes, mettant notamment en doute la responsabilité humaine dans le réchauffement climatique.

### Livre de Stéphane Hessel
En 2012, Gilles-William Goldnadel publie Le vieil homme m’indigne, ouvrage écrit en réponse au livre Indignez-vous, de Stéphane Hessel, qui s'était vendu à 3 millions d'exemplaires. Il reproche au livre de Hessel, qui ne fait que 30 pages, d'avoir "peu d'idées" et de fermer les yeux sur de multiples conflits comme le génocide du Sud-Soudan et les massacres des chrétiens d'Orient, ou encore de se montrer complaisant avec le Hamas.

## Affaires Knoll et Zeitouni
Gilles-William Goldnadel est connu pour avoir assisté les proches de Mireille Knoll et avoir défendu la famille de Lee Zeitouni contre les chauffards ayant fui en France après avoir causé l'accident mortel en Israël.

## Procédures perdues dans des affaires de diffamation
Spécialiste du droit de la presse, Gilles-William Goldnadel revendique de lutter contre la « désinformation » sur les sujets liés à Israël et au conflit israélo-palestinien : à ce titre, il plaide contre de nombreux médias et dénonce régulièrement sur son blog la « caste médiatique et intellectuelle » et la « presse bien-pensante ». Dominique Vidal lui reproche de participer au « harcèlement juridique » des personnalités opposées au sionisme ou à la politique d'Israël. Dans un article du Monde Diplomatique de juillet 2011, il décrit Gilles-William Goldnadel comme la « cheville ouvrière des procès contre les intellectuels qualifiés d’« antisémites » ». Il a cependant perdu la plupart de ses procès:
- en 2001, il poursuit en vain pour diffamation raciale l'éditeur Éric Hazan, pour la publication de L'Industrie de l'Holocauste, de l'historien américain Norman G. Finkelstein[43],[44],[45] ;
- en 2002, il tente vainement, au nom du CRIF, de faire interdire la traduction française du livre Rêver la Palestine, roman écrit en italien par Randa Ghazy, considéré par le CRIF comme antisémite[46] ;
- le 10 mars 2006, il fait condamner à 5 000 euros d’amende l'humoriste Dieudonné pour « incitation à la haine raciale et diffamation à l'égard des Juifs[25] » ;
- En juin 2002, il engage des poursuites, au motif de diffamation raciale, contre Edgar Morin, Sami Naïr, Danièle Sallenave et Le Monde, coauteurs de l'article « Israël-Palestine : le cancer » dans l'édition du 4 juin 2002. Débouté en première instance par le tribunal de Nanterre 27 mai 2005, il gagne en appel à Versailles le 27 mai 2005 mais perd en cassation le 12 juillet 2006, la Cour estimant que le texte d'Edgar Morin et ses amis est « l’expression d’une opinion qui relève du seul débat d’idées »[47] et que le jugement rendu contre eux par la cour de Versailles viole la loi sur la presse ainsi que la Convention européenne des droits de l'homme[47]. C'est l’affaire Morin: plusieurs journaux y voient une intimidation des journalistes et une menace pour la liberté de la presse. De son côté l’International Herald Tribune évoque, « la vigilance de la France dans la surveillance du discours public pour la poursuite de sa vision d'une nation homogène, laïque, et exempte de divisions sectaires »[48],[49]. L'arrêt est cassé par la Cour de
- Aux côtés de l'UEJF et de la LICRA, il porte plainte pour incitation à la haine raciale contre le journaliste Daniel Mermet et la Ligue française pour la défense des droits de l'homme et du citoyen, à propos de messages d’auditeurs dans ses émissions concernant le conflit conflit israélo-palestinien. La cour d'appel de Versailles relaxe définitivement Daniel Mermet le 20 décembre 2006[50].
- Gilles-William Goldnadel perd aussi son procès en diffamation contre le MRAP, qui l'a accusé, dans son rapport sur la nouvelle extrême droite sur internet, d'entretenir des liens avec l'extrême droite (israélienne et française) et de harceler juridiquement les journalistes critiquant la politique de l’État d’Israël[51]. Le MRAP est mis hors de cause[52] et son président Mouloud Aounit porte plainte à son tour contre Gilles-William Goldnadel, ce qui lui vaudra une condamnation.
- En octobre 2023, il annonce sur CNews porter plainte contre l'humoriste Guillaume Meurice pour avoir qualifié Benyamin Netanyahou d'« une sorte de nazi, mais sans prépuce », puis le surnomme « MeuriSSe » (évoquant la SS)[53]. Sa plainte contre Meurice est classée sans suite en avril 2024[54], mais ce dernier est licencié par la radio.

## Condamnations
En 2009, Gilles-William Goldnadel est condamné à payer 5 000 euros à titre de dommages intérêts et 3 000 euros au titre des frais de justice à Mouloud Aounit qu'il avait accusé d'être un « compagnon de route des islamistes » et d’avoir participé à une manifestation dans laquelle on avait crié : « Mort aux Juifs ».
Le 20 septembre 2024, il est condamné à 500 euros d'amende avec sursis contre la ville de Stains pour injure publique. Il a en effet qualifié dans un tweet de 2020 la commune de « capitale du séparatisme islamiste et de la médiocrité racialiste ». Il annonce vouloir faire appel.

## Vie privée et religion
Il déclare que son judaïsme n’est pas religieux, lui-même n'étant ni croyant ni pratiquant.
Il a épousé Béatrice Vonderweidt, ancien mannequin et peintre. Tous deux vivent en Israël et ont deux enfants. Benjamin a servi dans une unité combattante de l'armée israélienne et Laura-Sarah se dit sur sa page Facebook fan d'Avigdor Lieberman, ministre israélien des Affaires étrangères, fondateur du parti ultranationaliste d'extrême droite, Israël Beitenou.

## Distinction
Par décret du 7 mai 2007, il est fait chevalier de l'ordre national du Mérite par Nicolas Sarkozy, président de la République, qui lui remet la décoration personnellement.

## Publications
- Une idée certaine de la France (en collaboration), 1998, France-Empire.
- Le Nouveau Bréviaire de la haine, 2001, Ramsay.
- Les Martyrocrates, 2004, Plon.
- Conversation sur les sujets qui fâchent avec Alexandre Adler, 2008, éditions Jean-Claude Gawsewitch.
- Le Blognadel, 2009, éditions de Passy.
- Sans concessions. Conversations avec David Reinharc, avec Pascal Boniface, 2010, éditions David Reinharc.
- Réflexions sur la question blanche, 2011, éditions Jean-Claude Gawsewitch.
- Le vieil homme m'indigne !, 2012, éditions Jean-Claude Gawsewitch (le sous-titre est : les postures et impostures de Stéphane Hessel).
- Névroses médiatiques. Ou comment le monde est devenu une foule déchaînée, 2018, Plon.
- Manuel de résistance au fascisme d'extrême-gauche, 2021, Nouvelles Éditions De Passy.
- Préface de : Les Vertus du Nationalisme, titre original en anglais : The Virtue of Nationalism, écrit par : Yoram Hazony, Collection Le Cercle Aristote, Éditions Jean-Cyrille Godefroy, Paris, décembre 2022,  (ISBN 978-2-86553-308-4).
- Journal de guerre, C'est l'Occident qu'on assassine, 2024, Fayard.
- Journal d'un prisonnier, 2025, Fayard.